# 戴宗骞
戴宗骞（1842年—1895年），字孝侯，清朝将领，安徽寿州（今安徽省寿县）人。

## 生平
戴宗骞是廪生出身。早年组织乡团反对捻军。同治初年，拜见李鸿章，上平捻十策，于是入淮军李鸿章幕府，升任知县。屡立战功，同治十一年（1872年）奉命率淮军、练军治南运河堤防。兴畿辅水利屯田，著有《海上屯田志》。光绪六年（1880年）随吴大澂办吉林边务，行保甲，设制造局、采金厂，屯垦颇著成效，升任知府。北洋海军辟军港，移防山东威海。光绪十七年（1891年）升道员。官至直隶候补道。光绪二十年（1894年），中日甲午战争时，戴宗骞任威海卫陆路清军统领，奋力抗击来犯日军，击伤敌舰四。光绪二十一年（1895年），战败，炮台陷落，于是败走刘公岛，吞金自尽。赠太常寺卿。

## 著作
著有《戴孝侯诗集》。

## 延伸阅读
[在维基数据编辑]
 《清史稿·卷460》，出自趙爾巽《清史稿》